# Маріїнська жіноча гімназія (Катеринослав)
Маріїнська жіноча гімназія — навчальний заклад середньої жіночої освіти, один з перших в Катеринославі. Зараз — НВК № 33.

## Історія створення
Головною подією в історії жіночої освіти Катеринослава другої половини XIX ст. стало відкриття Маріїнської гімназії. У 1859 р. катеринославське дворянство підняло питання про відкриття жіночої гімназії. Через два роки, у 1861 році, губернські дворяни асигнували 31282 крб на ремонт будинку, що пожертвував Андрій Степанович Понятовський, який учителював у духовній семінарії та чоловічій гімназії. Він заповідав свій дім на таких умовах: його можна використовувати тільки під жіноче училище; ніколи не продавати євреям (як приміщення, що знаходилось поблизу від православного храму); надавати безкоштовну освіту і виховання 10 малозабезпеченим ученицям, переважно духовного звання. І хоча згодом суд не затвердив цілком цей заповіт, гімназія виграла процес у міста на свою користь.
Після капітального ремонту 11 вересня (30 серпня за ст. ст.) 1865 р. Маріїнське училище у Катеринославі почало роботу. В першій рік у підготовчому та ще 4-х класах було 94 учениці. Щороку набирали наступний клас.
У 1870 р. їх було вже сім. За новим положенням, затвердженим імператором Олександром II від 5 червня 1870 р., всі училища 1-го розряду перетворювалися на гімназії під особистим покровительством імператриці Марії Олександрівни.
У 1871 р. Маріїнська гімназія стала восьмикласною. Вихованки вивчали природознавство, фізику, географію, математику, російську та іноземні мови, історію, педагогіку, рукоділля, музику, співи, танці. Після 7-го класу гімназистки здавали іспити та отримували атестати, і багато хто на цьому свою освіту завершував. Декотрі учениці йшли до 8-го класу, після закінчення якого складали іспит і отримували свідоцтво та звання домашньої вчительки або домашньої наставниці (за умови відмінного навчання). Випускницям 7-го класу також видавали свідоцтва. Їх отримували екстерни, які в гімназії не вчились, а лише складали іспити. У 1883 р. у гімназії навчалося 523 дівчини, з яких доньок дворян і чиновників — 248, купців і міщан — 252. У 1886—1887 навчальному році — 458 дівчат, з яких дітей дворян і чиновників — 221, купців — 118, міщан — 101, священників — 8. Існувало 30 стипендій для дівчат із бідних сімей. У 1906 р. навчалося 584 учениці: 128 доньок спадкових дворян, 146 — особистих дворян і чиновників, 159 — міщан і цехових, 29 — селян. На 1905 р. 67,8 % були православними, 26,3 % — юдейського віросповідання, 3,8 % — католицького, 1,2 % — лютеранського. Річна платня коливалася від 50 рублів у підготовчому класі до 70 рублів у 8-му. Учениці гімназії після закінчення навчання отримували звання домашньої наставниці або домашньої вчительки.
Після революції гімназія була перетворена на єдину трудову школу, спочатку семикласну, а з 1937 року — десятирічну.
Під час Вітчизняної війни, після звільнення від фашистських окупантів — 33-я середня загальноосвітня школа однією з перших в Дніпропетровську відновила навчання.
У 1975 році.після реконструкції. набув сучасного вигляду: був надбудований третій поверх, споруджене праве крило, на першому поверсі — їдальня, а на другому- спортивний зал.

## Піклувальники Маріїнської гімназії
Першою директоркою училища губернське дворянство призначило Олександру Якимівну Риндовську (1829—1905), яка належала до відомої на Катеринославщині родини Ковалевських. Роль Риндовської у розвитку Маріїнської гімназії визнавала вся інтелігенція Катеринослава. Під час відзначення в 1889 р. 25-річного ювілею діяльності Олександри Якимівни на ниві жіночої освіти вітальні адресѝ надіслали губернський маршалок дворянства, міська влада, співробітники, батьки вихованок гімназії, катеринославський єпископ Серапіон, Г. П. Алексєєв та інші. Маршалок дворянства А. П. Струков відзначив роль багатолітньої керівниці гімназії та зазначив, що навчальний заклад «заснований з ініціативи і утримувався переважно за участі дворянства».
З 1881 р. дворяни отримали виняткове право обирати членів опікунської ради гімназії, які змінювалися кожні три роки. Найактивнішими були П. О. Янченко, М. В. Курилін, О. М. Поль.
Гімназія мала спеціальний капітал майже у 10 тис. крб, що утворився за рахунок пожертв. Із процентів від цього капіталу вносили плату за навчання сти‑ пендіаток. Із 1872 р. існували такі стипендії: 1 — імені графа П. Е. Коцебу від дворянства; 2 — імені Олександра II на гроші, що були пожертвуваними Г. П. Алексєєвим та М. С. Кох у розмірі 2 тис. крб; 1 — імені дружини губернатора І. М. Дурново за передплатою всіх станів міста; 1 — імені М. С. Кох; 2 — за духовним заповітом дочки дійсного статського радника Мізка — М. Д. Мізко; 1 — імені дружини Мізка — Є. Г. Мізко. При гімназії функціонував обладнаний фізичний кабінет, який нараховував наприкінці століття понад 400 різних приладів і пристосувань, і бібліотека, що налічувала 2183 томи.
На початку 1870-х рр. виникла ідея відкрити дворянський пансіон при Маріїнській гімназії. Схожий пансіон уже діяв при класичній чоловічій гімназії. Лише наприкінці 1870-х рр. справа зрушила з місця. Значну суму виділило Катеринославське дворянство. Почесна попечителька гімназії Марія Олександрівна Кох пожертвувала 3 000 рублів.
12 листопада 1912 року «Дворянський пансіон у пам'ять про 300-річчя царювання Дому Романових» при гімназії було відкрито. Така ж приставка з'явилася й у гімназії. На 1915 р. вона мала назву «Маріїнська дворянська жіноча гімназія в пам'ять 300-річя царювання Дому Романових». Її начальницею була Євгенія Миколаївна Ягодиська.